# Alexandre Ganoczy

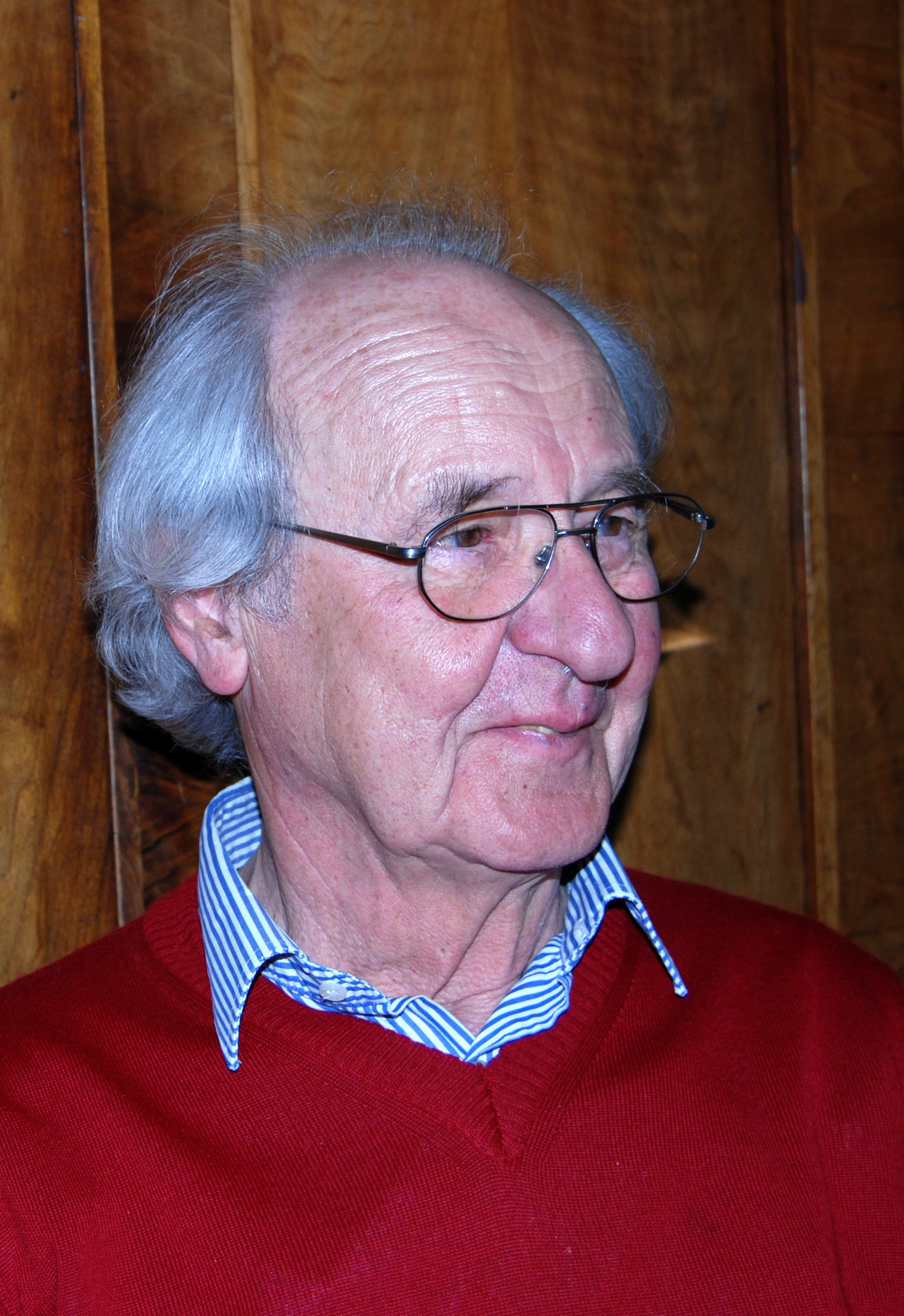
Sándor Gánóczy 2009

Alexandre Ganoczy (eigentlich: Sándor Gánóczy; * 12. Dezember 1928 in Budapest) ist ein ungarischer katholischer Theologe und Dogmatiker, der als Hochschullehrer in Deutschland und Frankreich gewirkt hat. Er lebt in Dauphin, Alpes-de-Haute-Provence.

## Leben
Sándor Gánóczy studierte Theologie in Budapest, Paris und Rom und erhielt 1953 seine Priesterweihe in der Diözese Esztergom und wirkte dort anschließend neun Jahre als Arbeiter- und Studentenseelsorger. Er promovierte 1963 an der Päpstlichen Universität Gregoriana. Ab 1967 lehrte er an der Universität Münster am Lehrstuhl für Dogmatik. 1969 promovierte er in Philosophie an der Sorbonne. 1972 erhielt er den Lehrstuhl für Dogmatik in Würzburg, den er bis zu seiner Emeritierung 1996 innehatte, außerdem war er Professor am Institut Catholique de Paris.
Von 1978 bis 1990 war Ganoczy Mitglied des Ökumenischen Arbeitskreises evangelischer und katholischer Theologen in Deutschland und fungierte als Berater im Päpstlichen Rat zur Förderung der Einheit der Christen.
In seiner Schöpfungstheologie sucht er den Dialog mit den Naturwissenschaften und bezieht Erkenntnisse aus der Relativitätstheorie, Quantenmechanik, Evolutionstheorie und der Chaosforschung in seine Überlegungen ein.
Ganoczy war zunächst bekannt geworden durch seine Arbeiten über Johannes Calvin.
In Deutschland, Frankreich, Ungarn und auch im englischsprachigen Sprachraum sind eine große Zahl an Büchern, Zeitschriftenbeiträgen und Besprechungen von ihm erschienen.
Ihm wurden zwei Festschriften gewidmet, bei verschiedenen Festschriften war er eingeladen mitzuwirken, so auch an der für den Regensburger Kollegen Ratzinger zum Sechzigsten.

## Auszeichnungen
- Ehrendoktor der Universität Genf 1982
- Ehrendoktor der Theologischen Fakultät der Károli-Gáspár-Universität der Reformierten Kirche Budapest 1994
- 2009 erhielt er in Ungarn den nach Szent István Társulat gestifteten „Stephanus-Preis“.

### Festschriften
- Creatio ex amore : Beiträge zu einer Theologie der Liebe ; Festschrift für Alexandre Ganoczy zum 60. Geburtstag Hrsg. Thomas Franke ..., Würzburg 1988
- Grenzgänge der Theologie : Professor Alexandre Ganoczy zum 75. Geburtstag, Otmar Meuffels ; Jürgen Bründl (Hg.), Münster 2004

## Werke
- siehe Deutsche Nationalbibliothek

### Calvin
- Die Hermeneutik Calvins : geistesgeschichtl. Voraussetzungen u. Grundzüge / von Alexandre Ganoczy u. Stefan Scheld, Wiesbaden : Steiner 1983
- Calvins handschriftliche Annotationen zu Chrysostomus : e. Beitr. zur Hermeneutik Calvins, von Alexandre Ganoczy u. Klaus Müller, Wiesbaden : Steiner 1981
- Le jeune Calvin : Genèse et évolution de sa vocation réformatrice Mit e. Einl. von Joseph Lortz, Wiesbaden : F. Steiner 1966